# Mario Lanfranchi
Pour les articles homonymes, voir Lanfranchi.
Mario Lanfranchi (né le 30 juin 1927 à Parme et mort le 3 janvier 2022 à Langhirano) est un réalisateur et scénariste italien actif à la télévision et au cinéma.  

## Biographie
Mario Lanfranchi étudie à l'« Accademia dei Filodrammatici » de Milan et commence sa carrière à la télévision italienne (RAI) en dirigeant avec succès un certain nombre de productions d'opéra, notamment Madame Butterfly en 1956, qui lança la carrière de la soprano Anna Moffo, qu'il épouse le 8 décembre 1957. Parallèlement, il met en scène des productions au théâtre, notamment I puritani à Parme en 1960. 
Il réalise pour elle une émission télévisée hebdomadaire « The Anna Moffo Show » de 1960 à 1973. Il réalise aussi deux versions filmées d'opéra, La Traviata (1968) et Lucia di Lammermoor (1971), toujours avec Anna Moffo. 

### Famille
Mario Lanfranchi fut marié à la soprano Anna Moffo de 1957 à 1973.

## Réalisations d'opéra pour la télévision
- 1956 - Madame Butterfly - Anna Moffo, Renato Cioni, Miti Truccato Pace, Afro Poli
- 1956 - La fanciulla del West - Gigliola Frazzoni, Ken Neate, Mario Petri
- 1956 - La sonnambula - Anna Moffo, Danilo Vega, Plinio Clabassi
- 1958 - Turandot - Lucille Udovich, Franco Corelli, Renata Mattioli, Plinio Clabassi
- 1959 - Lucia di Lammermoor - Anna Moffo, Nicola Filacuridi, Dino Dondi, Ferrucio Mazzoli
- 1960 - Tosca - Magda Olivero, Alvinio Misciano, Giulio Fioravanti
- 1962 - La serva padrona - Anna Moffo, Paolo Montarsolo
- 1981 - Venezia, carnevale, un amore

## Filmographie

### Réalisateur
- 1968 : Sentence de mort (Sentenza di morte)
- 1974 : Il bacio
- 1976 : L'Homme sans pitié (Genova a mano armata)
- 1976 : La padrona è servita (it)

### Acteur
- 1964 : Sambo contre les hommes-léopards de Carlo Veo
- 1965 : Les Plaisirs dangereux (Una voglia da morire) de Duccio Tessari
- 1970 : Le Secret des soldats d'argile (Il segreto dei soldati di argilla) de Luigi Vanzi